# Blerta Hoti

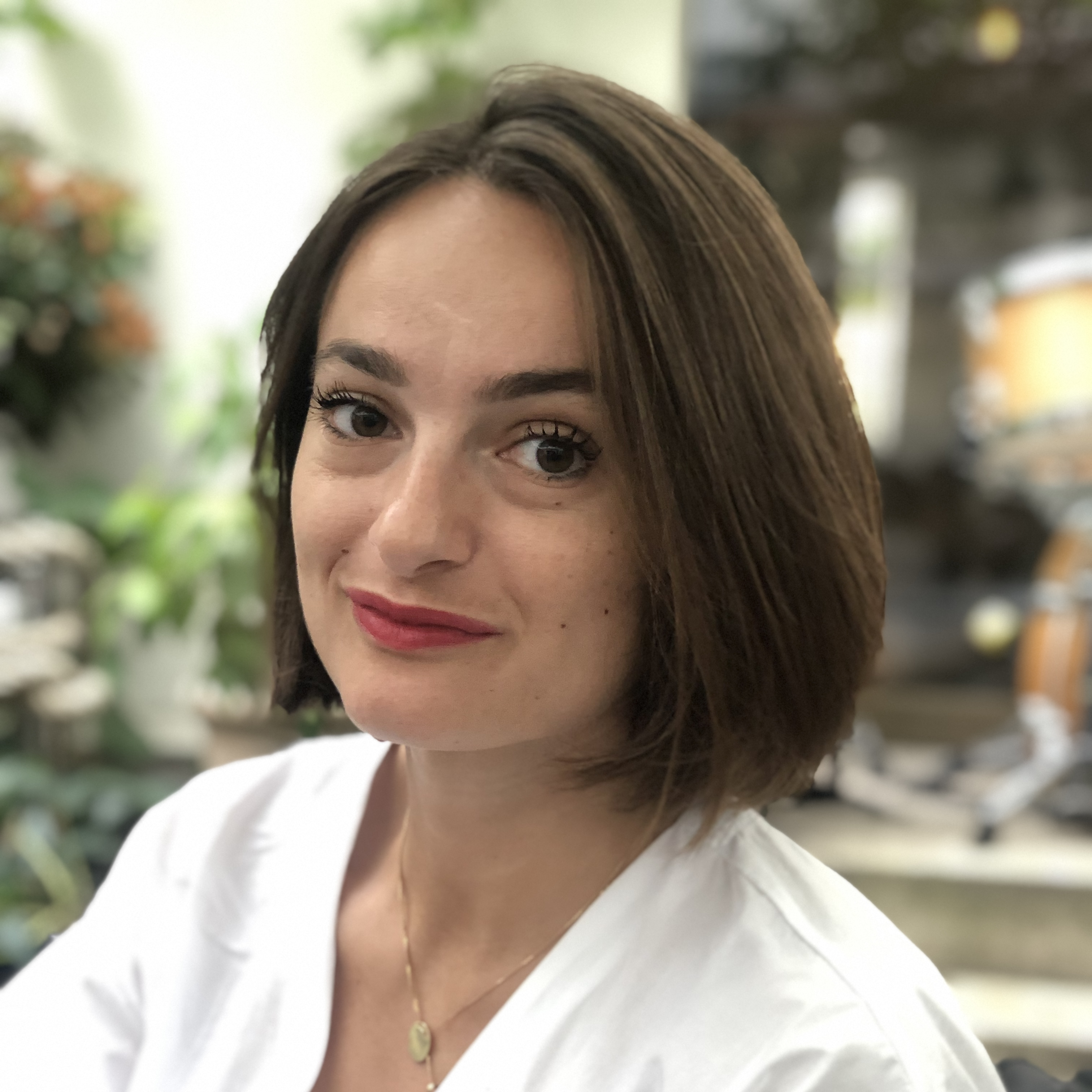
Blerta Hoti (2019).

Blerta Hoti, född 31 januari 1986 i Kosovo, är en svensk politiker (socialdemokrat).
Sedan årsskiftet 2022/2023 är hon kommunalråd i Göteborg med ansvar för förskola, barn- och kulturfrågor. Från hösten 2019 var hon kommunalråd i opposition.
Tidigare har hon varit politiskt sakkunnig i Försvarsdepartementet hos försvarsminister Peter Hultqvist, arbetat för socialdemokraterna i Europaparlamentet och vid bandet på Volvo.
Hon är född i nuvarande Kosovo och kom till Sverige 1992 som flykting. Familjen bosatte sig så småningom i Angered. Hon är syster till Fortesa Hoti.